# RTS 2 (Serbia)
RTS 2 es el segundo canal de televisión pública de Serbia, perteneciente a RTS. Cuenta con programación de servicio público y espacios alternativos.

## Historia
El canal inició emisiones como TVB 2 el 31 de diciembre de 1971, dentro de JRT, siendo el primer canal de televisión en Serbia y Yugoslavia en emitir en color. Con la disolución de Yugoslavia, el canal recibió su nombre actual el 1 de enero de 1992, fecha de fundación de Radio Televisión de Serbia.
En 2008, el canal empezó a emitir en televisión digital terrestre.
RTS 2 es uno de los canales menos vistos en Serbia. Sin embargo, entre los eventos deportivos importantes que emite RTS 2 se incluyen la Liga de Campeones, torneos del Grand Slam y los Juegos Olímpicos. RTS 2 también emitió la Copa Mundial de Fútbol de 2010.

## Programación
- Дозволите
- Свет спорта
- Ово је Србија
- У свету
- Профил и профит
- Знање, имање
- Трезор
- Ви и Мира Адања Полак
- Велика илузија
- Културни центар
- Студио знања